# Dicraeus glabrina
Dicraeus glabrina är en tvåvingeart som först beskrevs av Becker 1924.  Dicraeus glabrina ingår i släktet Dicraeus och familjen fritflugor.
Artens utbredningsområde är Taiwan. Inga underarter finns listade i Catalogue of Life.